# Herbert Berg
Herbert Berg es un deportista alemán que compitió para la RFA en bobsleigh. Ganó una medalla de bronce en el Campeonato Mundial de Bobsleigh de 1977, en la prueba cuádruple.

## Palmarés internacional
| Campeonato Mundial | Campeonato Mundial   | Campeonato Mundial | Campeonato Mundial |
| Año                | Lugar                | Medalla            | Prueba             |
| ------------------ | -------------------- | ------------------ | ------------------ |
| 1977               | Sankt Moritz (Suiza) | Medalla de bronce  | Cuádruple          |